# Премия Островского
Премия Островского (англ. Ostrowski Prize) — международная математическая премия, присуждаемая жюри фонда имени А. М. Островского. Носит имя немецко-швейцарского математика Александра Островского (1893—1986).
Награждение происходит раз в два года. Размер премии составляет 100 тысяч швейцарских франков.
Список членов жюри по состоянию на 2014 год:
- Кристиан Берг[дат.]
- Гиль Калаи[англ.]
- Маркус Гроте (Marcus Grote)
- Александр Схрейвер
- Кэмерон Стюарт[англ.]

## История
Премия учреждена в 1989 году.
От России лауреатами стали два представителя — Юрий Нестеренко (1997) и Александр Бейлинсон (1999).

## Лауреаты
| Год  | Лауреат премии                             | Страна                                     |
| ---- | ------------------------------------------ | ------------------------------------------ |
| 1989 | Луи де Бранж                               | Франция / США                              |
| 1991 | Жан Бургейн                                | Бельгия                                    |
| 1993 | Миклош Лацкович Марина Ратнер              | Венгрия Россия / США                       |
| 1995 | Эндрю Уайлс                                | Великобритания                             |
| 1997 | Юрий Нестеренко Жиль Пизье                 | Россия Франция                             |
| 1999 | Александр Бейлинсон Хельмут Хофер          | Россия / США Швейцария / США               |
| 2001 | Хенрик Иванец Питер Сарнак Ричард Тейлор   | Польша/ США ЮАР / США Великобритания / США |
| 2003 | Пол Сеймур                                 | Великобритания                             |
| 2005 | Бен Грин Теренс Тао                        | Великобритания Австралия / США             |
| 2007 | Одед Шрамм                                 | Израиль / США                              |
| 2009 | Сорин Попа                                 | Румыния / США                              |
| 2011 | Иб Мадсен Дэвид Прайсс Канан Сундарараджан | Дания Великобритания Индия / США           |
| 2013 | Чжан Итан                                  | США                                        |
| 2015 | Петер Шольце                               | Германия                                   |
| 2017 | Акшай Венкатеш                             | Австралия / Индия                          |
| 2019 | Ассаф Наор                                 | Израиль / США                              |
| 2023 | Яков Цимерман                              | Канада                                     |